# كهف دي لاس مانوس

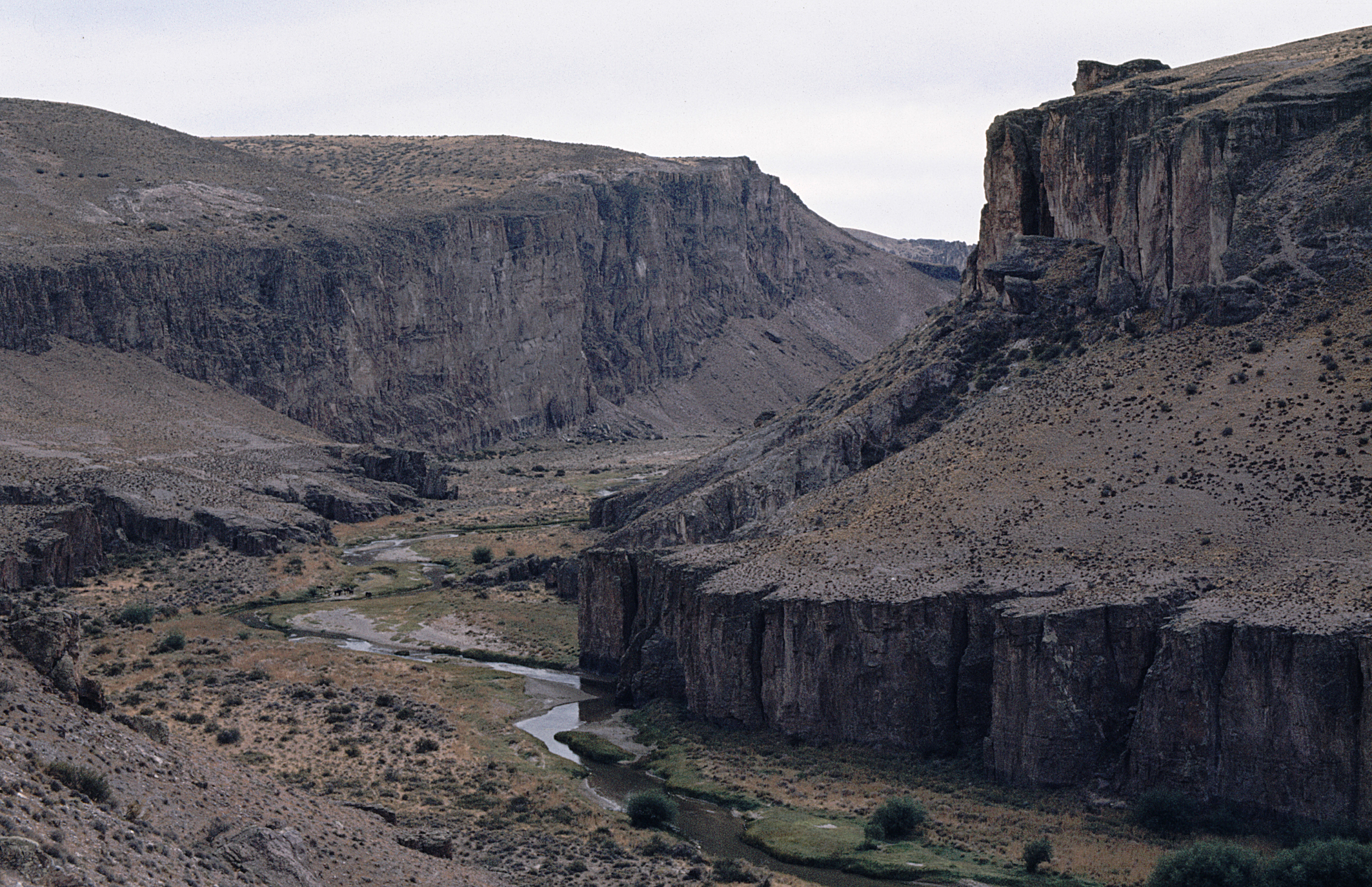
نهر "ريو بنتوراس" عند مغارة دي لاس مانوس.

كهف دي لاس مانوس أو كويفا دي لاس مانوس (بالإسبانية: Cueva de las Manos) ومعناها بالإسبانية «كهف الكفوف»، وهي مغارة في جنوب غرب الأرجنتين إ في شمال مقاطعة «سانتا كروز». تعرف لما فيها من رسوم الكهوف وقد ضمتها هيئة اليونيسكو في عام 1999 إلى قائمة التراث العالمي.
وقد سمي الكهف بهذا الاسم حيث أن جدرانه مليئة بكفوف أناس مطبوعة.

## موقعها

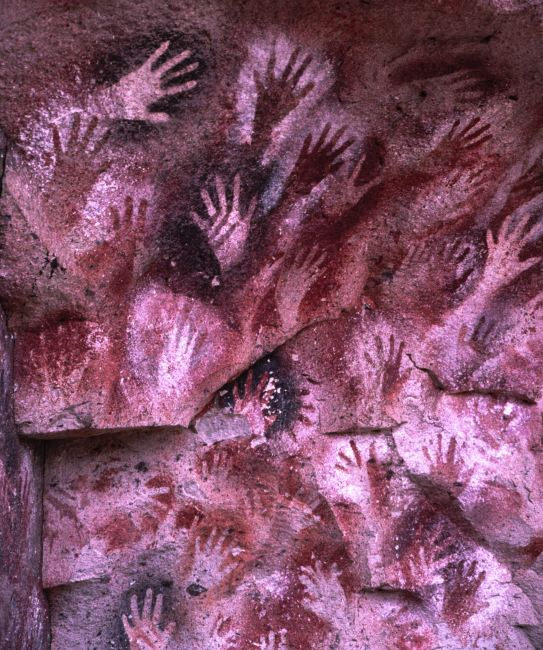
كفوف مطبوعة (المجموعة C)

يقع الكهف في أخدود «ريوبينتوراس»، وهو أحد أنهار «ريو ديسيادو» الذي يعد أهم أنهار شمال تلك المقاطعة. تضاريس المنطقة المحيطة بالأخدود مرتفعه وتلال مصاطب. 

## اكتشافها
اكتشف الكهف أحد الرهبان في عام 1941، وقام بتصويرها. ثم رحل إليها الباحث «ركس غونساليس» في عام 1949 وقام في عام 1967 بفحصها باستفاضة.

## رسومات الكهف
تعود رسومات كهف دي لا مانوس إلى 1000 - 7000 سنة قبل الميلاد. وقد قسمها العلماء إلى ثلاثة أقسام: إيه، بي، سي وذلك بحسب أنماطها.
ويعتبر كهف دي لاس مانوس أهم مغارات المنطقة إلا أنه توجد هناك أيضا مغارات أخرى مرسومة على جدرانها الداخلية. وقد استخدم الناس أنذاك ألوانا من الجبس ومسحوق معدن الحديد (أحمر).

### المجموعة A
تتميز المجموعة A بمسواها الفني العالي. وهي تمثل مشاهدا للصيد، تبين حيوانات غوناق والإنسان؛ وقد رُسمت الناس أصغر من أحجام الغوناقات. وتظهر أشكال الناس في حركات مختلفة، وهي تتميز بحاسة متميزة للرسام لتمثيل الحركة. تلك الرسومات قد تمت بالألوان الأسود والأصفر والأحمر والبنفسجي.

### المجموعة B
في المجموعة B تجد أشكال الناس في أوضاع ثابتة غير حركية، ذوي رؤوس صغيرة. كما توجد فيها رسومات حيوانات الغوناق، وطوابع الكفوف ورسومات أخرى تجريدية. التشكيلا التجريدية تتكون من دوائر وحلزونات ونقاط مصفوفة وخطوط متعرجة ثعبانية وأشكال مستطيلات. تلك الرسومات قد تمت باللونين الأسود والبنفسجي.

### المجموعة C
تتكون المجموعة C من مطبوعات للكفوف سالبة، بمعنى أن المساحيق قد رشت حول الكف المستند على جدار الكهف. كما رسمت إلى جوارها أجسام للإنسان كبيرة. طريقة رسم الكفوف هذه في تلك المغارة هي من خصائص كهف دي لاس مانوس، ولم يعثر على مثيل لها في مغارات المنطقة. يغلب على ألوان المجوعة سي اللون الأحمر.

## صور من مغارة دي لاس مانوس

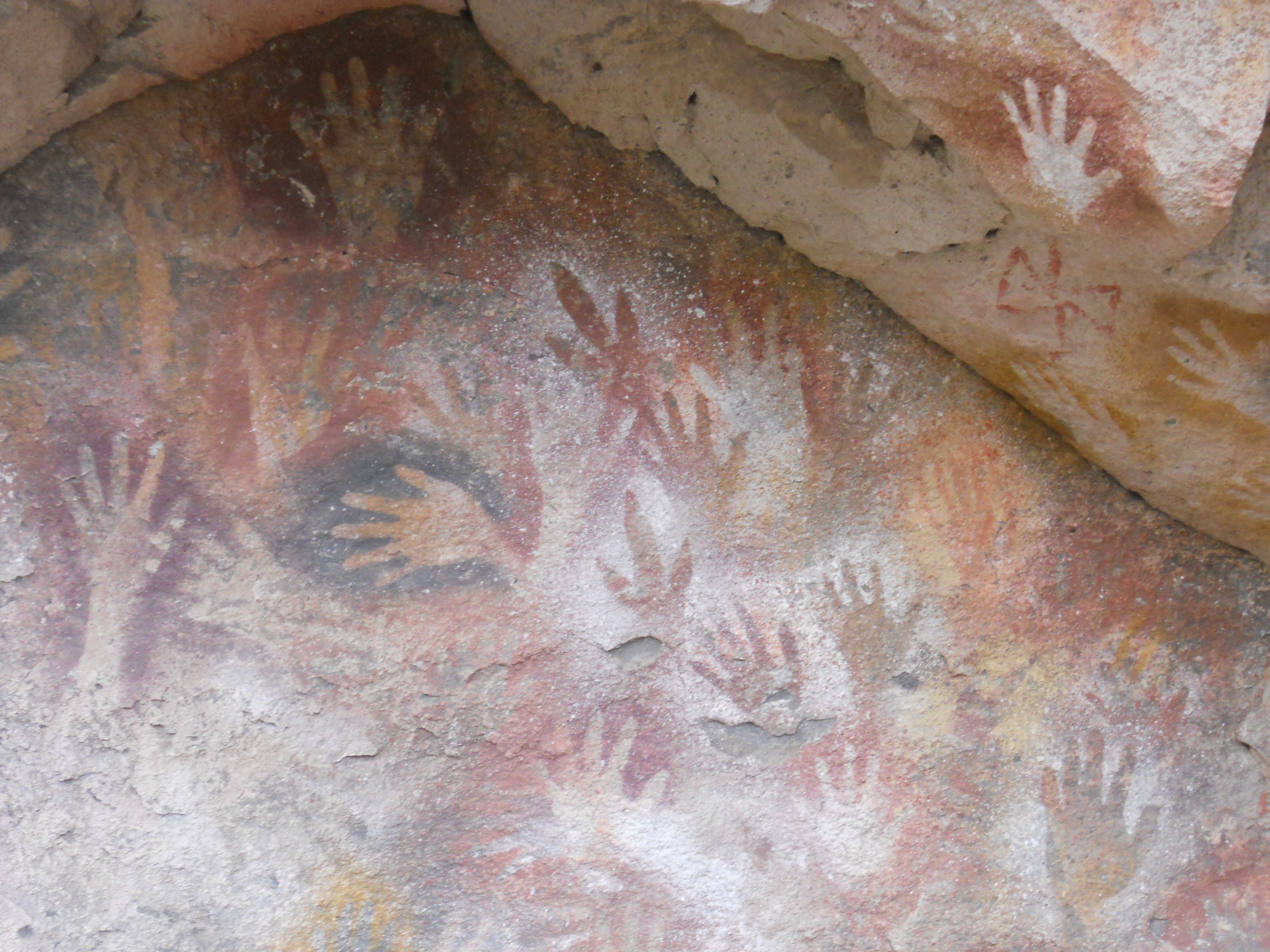
كفوف مطبوعة وتتخللها طبع أرجل حيوان الناندو Nandu
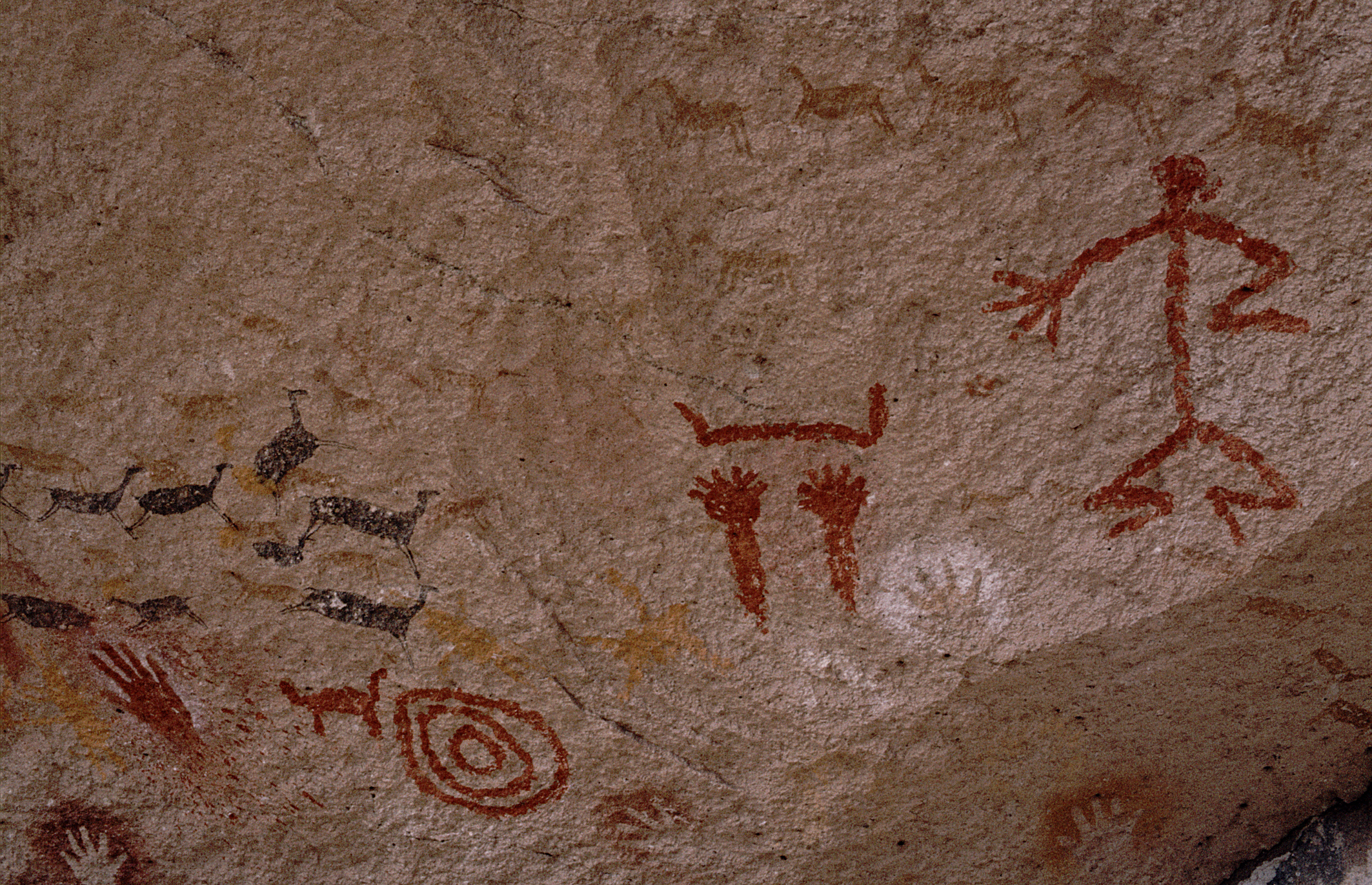
رسم الكهوف في كهف دي لاس مانوس ، الأرجنتين
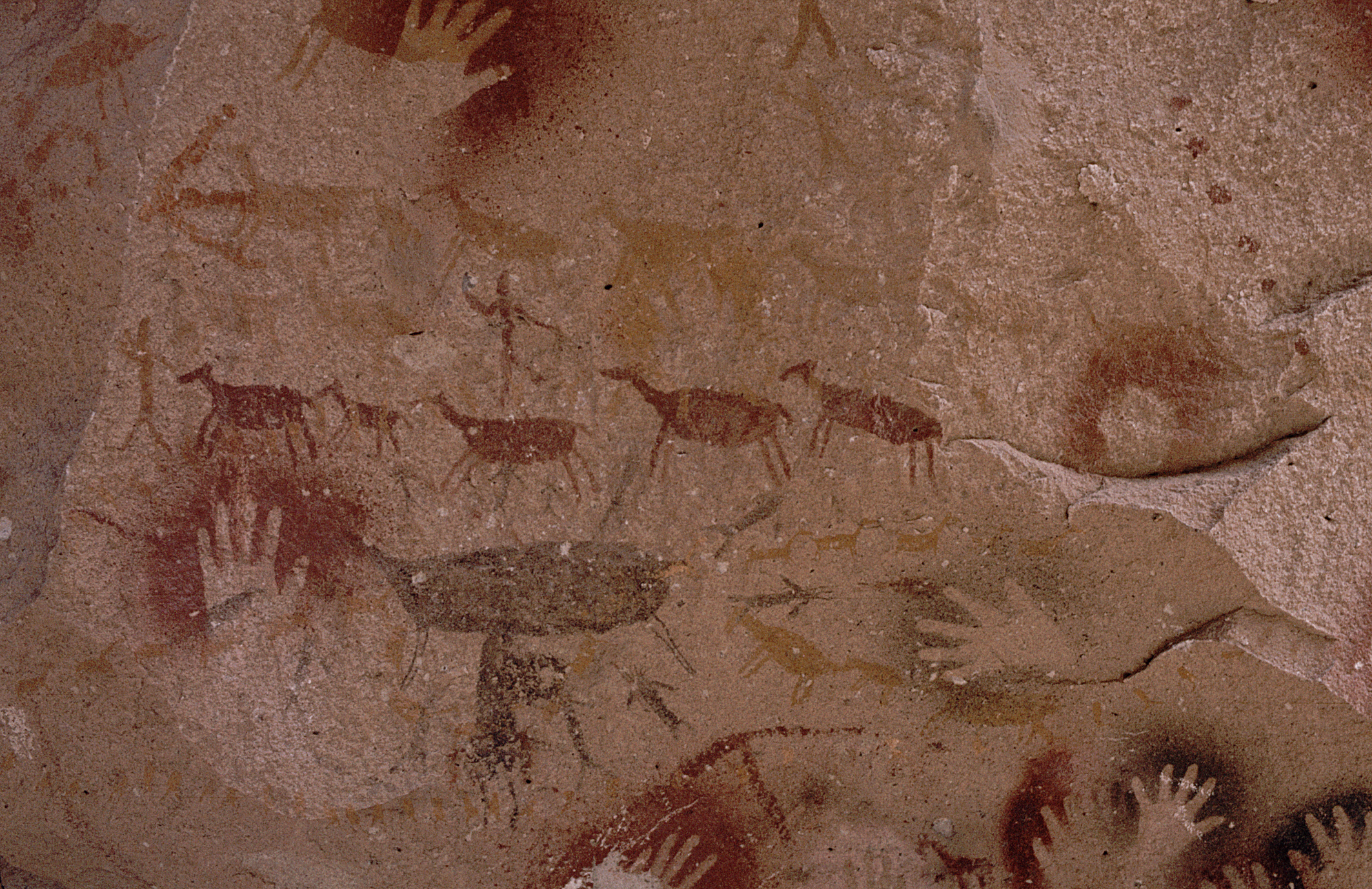
من المجموعة B
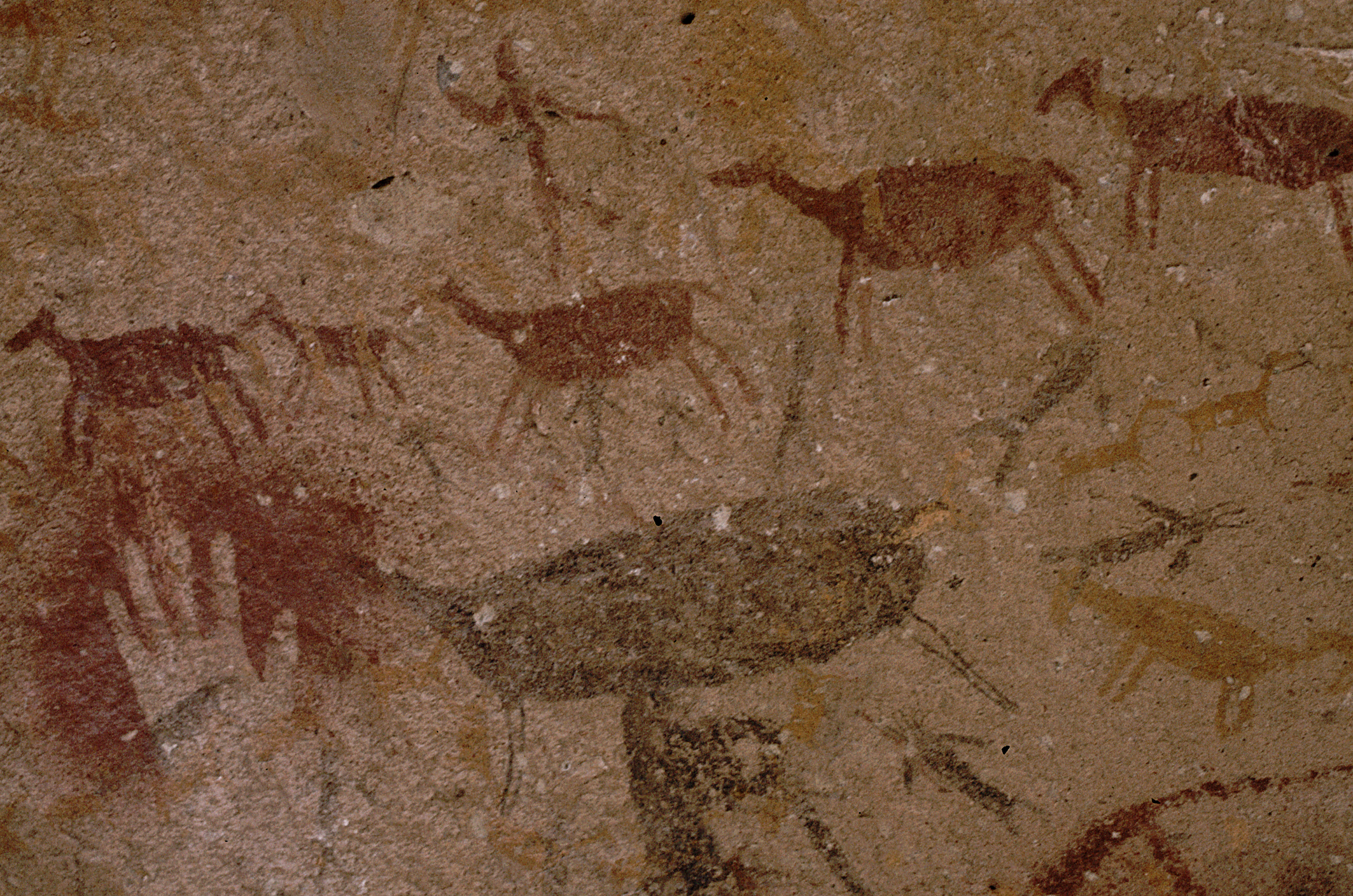
من المجموعة B
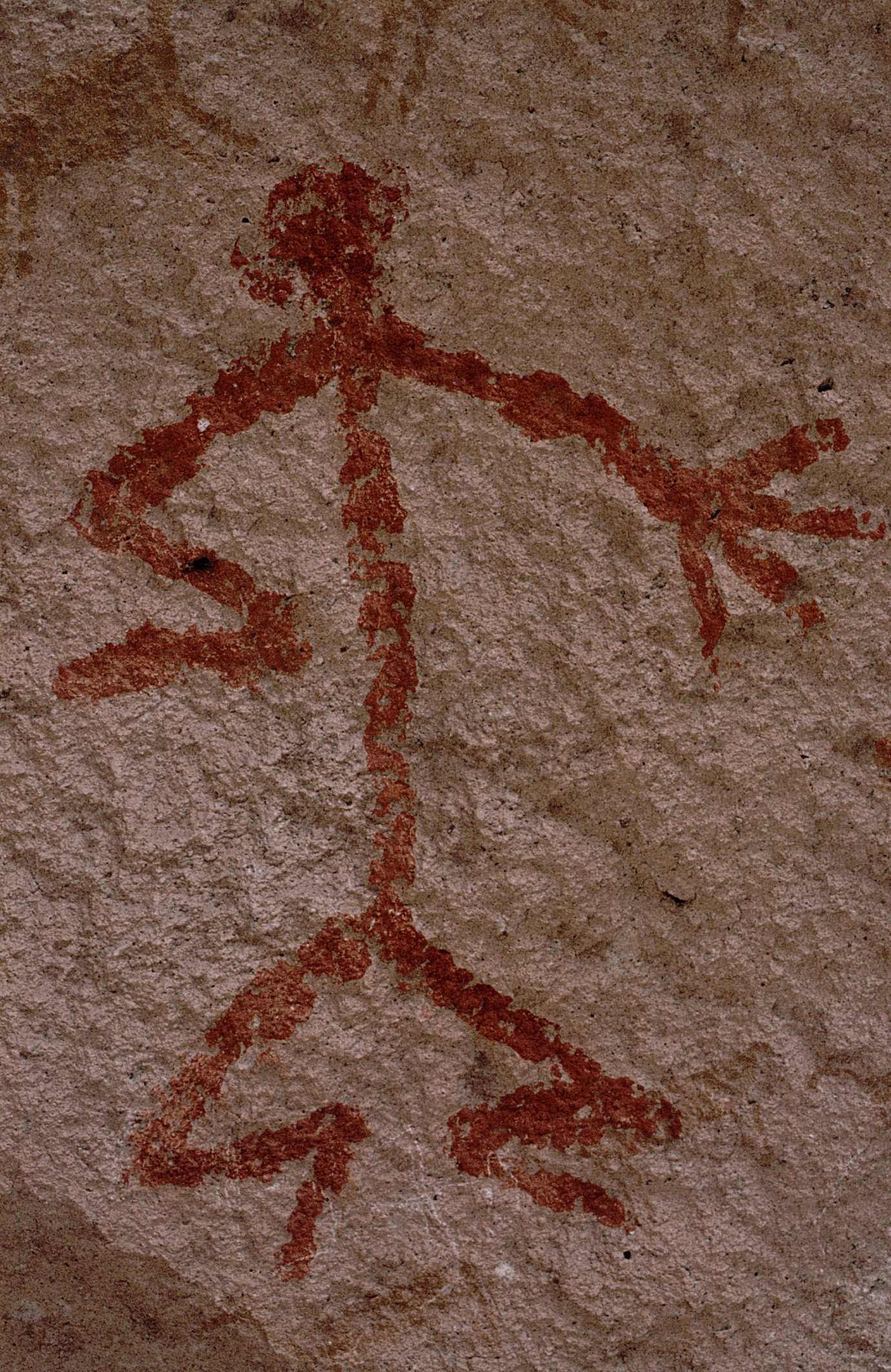
من المجموعة B

## صور طبيعية للمكان

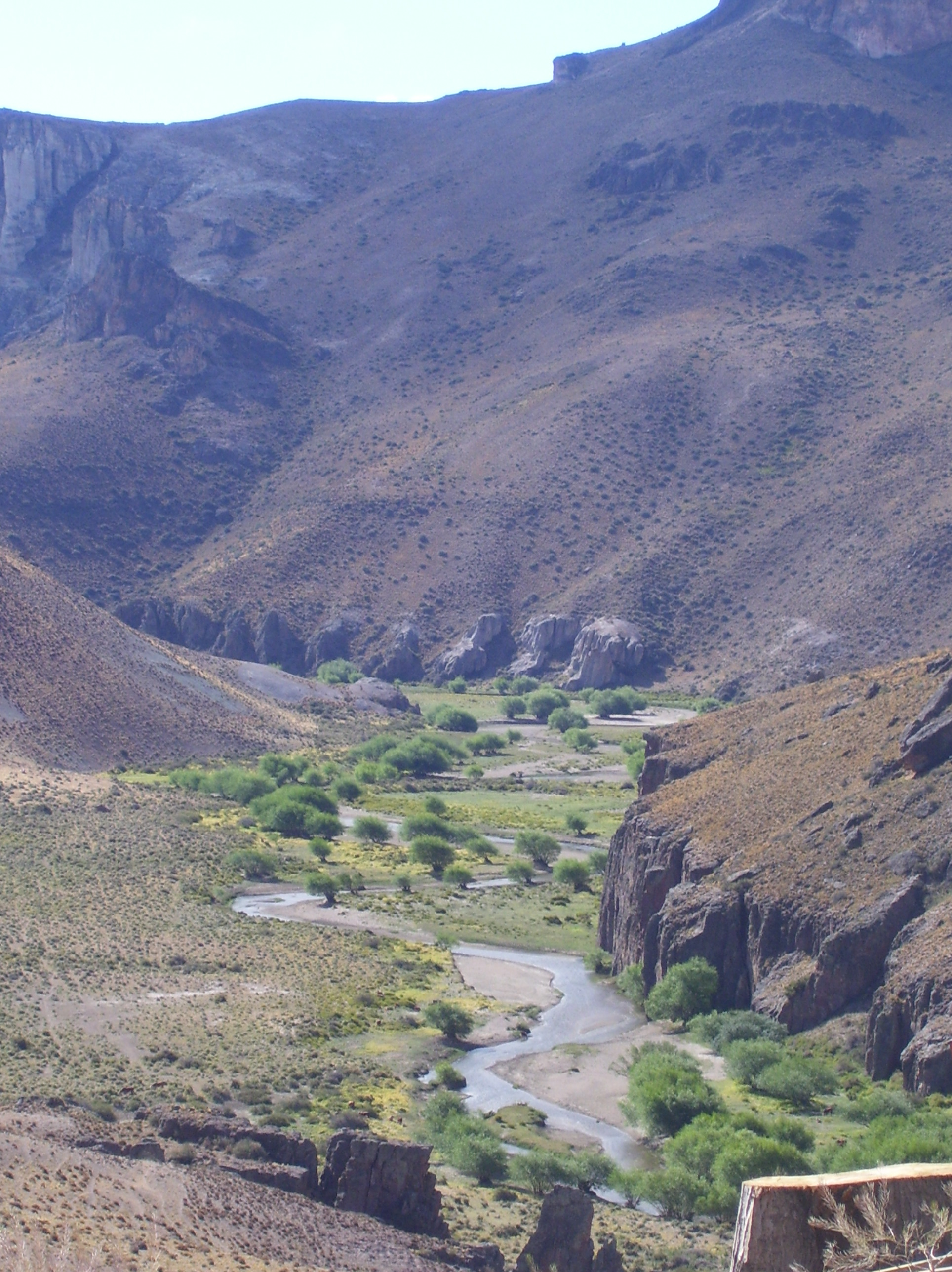
نهر بنتوراس río Pinturas
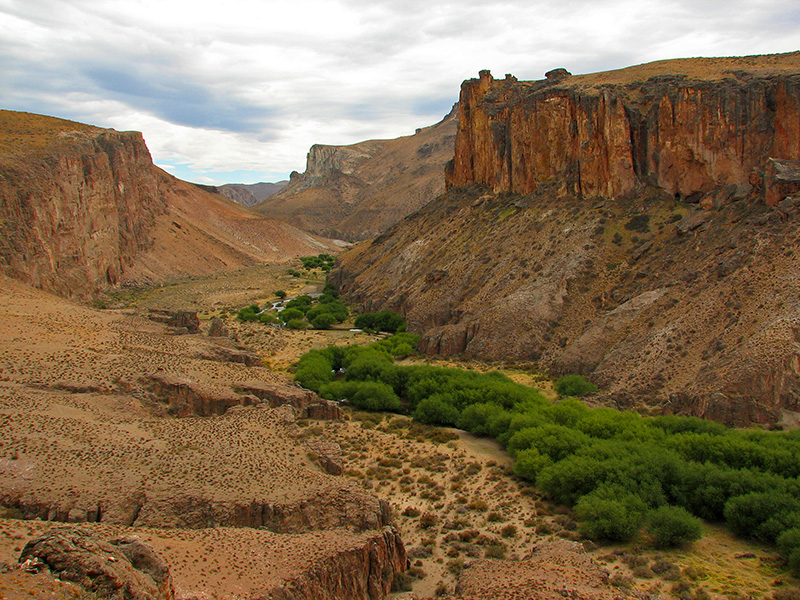
وادي نهر بنتوراس
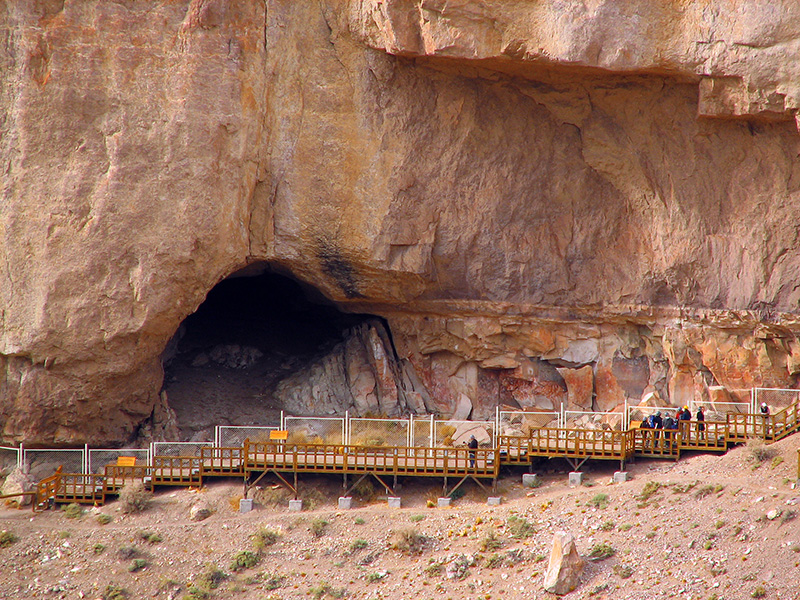
مدخل la Cueva de las Manos
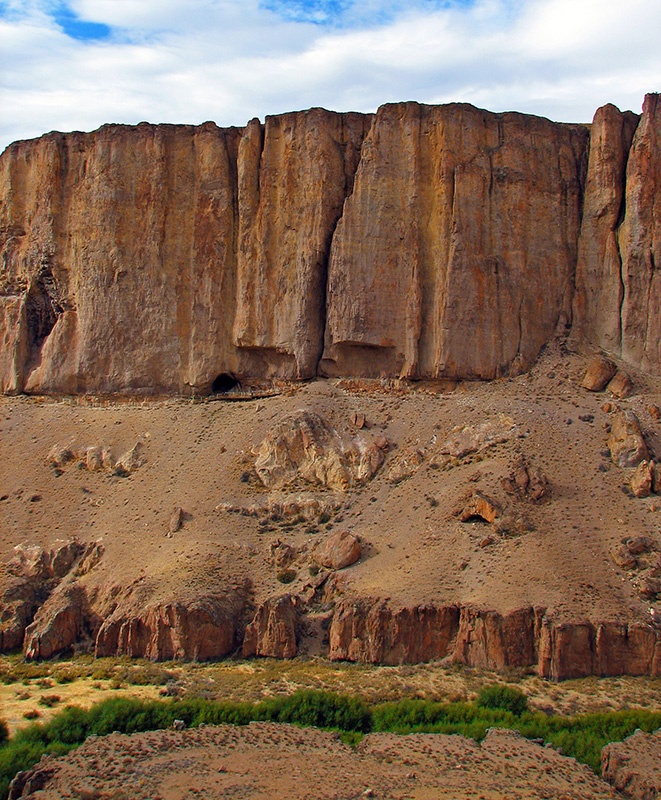
الجبال من الوادي

## اقرأ أيضا
- كهف الماموث
- كهف لاسكو
- كهف ألتميرا
- كهف غارغاس
- كهف إكاين